# N̈
La N con diéresis (N̈, minúscula: n̈) es un grafema de varios alfabetos latinos extendidos formado por la letra N con un signo de diéresis .
Aparece en las ortografías del jacalteco (un dialecto maya ), el malgache, la lengua tol y en el criollo caboverdiano, en todos ellos representando una nasal velar [ŋ]. También se usa en el idioma boruca, el idioma nawdm y en el idioma ocaina, donde representa una N larga [nː].

## Codificación digital
"N̈" y "n̈" aparecen en muy pocos idiomas, por lo que no están representados en ningún teclado de computadora de ningún idioma.
Ni "N̈" ni "n̈" son caracteres del juego de caracteres Unicode y deben representarse como una letra "N" (o "n") seguida de una diéresis combinada U+0308.
"N̈" y "n̈" no están disponibles como entidades HTML.

## En cultura popular
La letra también es conocida por su uso en el título de la banda ficticia Spın̈al Tap Su uso allí parodia la diéresis de metal utilizada gratuitamente por varias bandas actuales, como Blue Öyster Cult, Motörhead y Mötley Crüe.
El videojuego Borderlands 2 contiene un jefe llamado Captain̈ Flyn̈t.